# Ulriksdals gamla slottskök

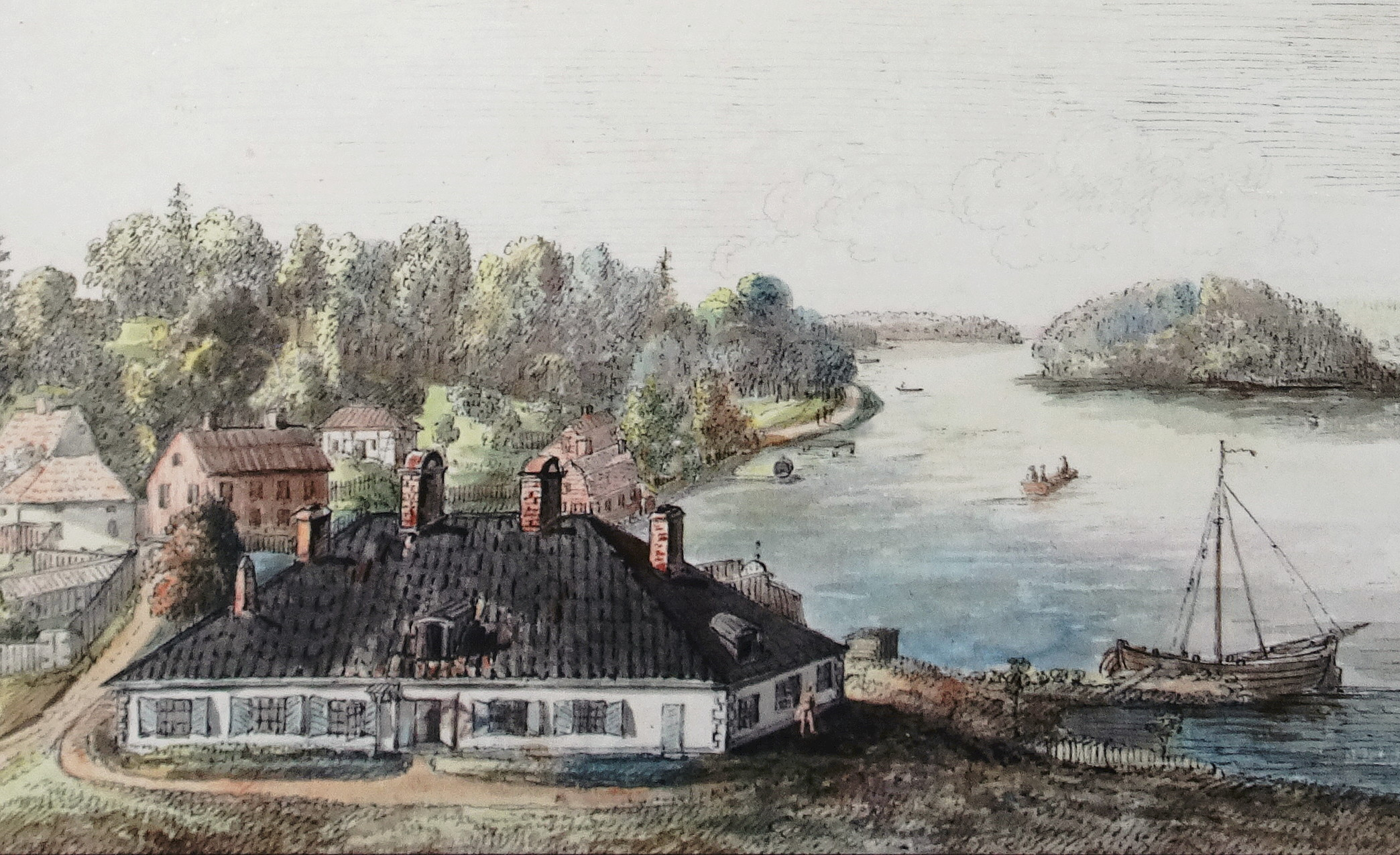
Ulriksdals första slottskök, vy mot norr med Kaninholmen i bakgrunden, illustration av Axel Fredrik Cederholm, 1821.

Ulriksdals gamla slottskök låg norr om Ulriksdals slotts huvudbyggnad i Solna kommun. Byggnaden uppfördes på 1700-talets mitt och revs på 1860-talet då ett nytt slottskök uppfördes, dagens Ulriksdals slottscafé. 1910 flyttade köket in i slottets norra flygel.

## Historik

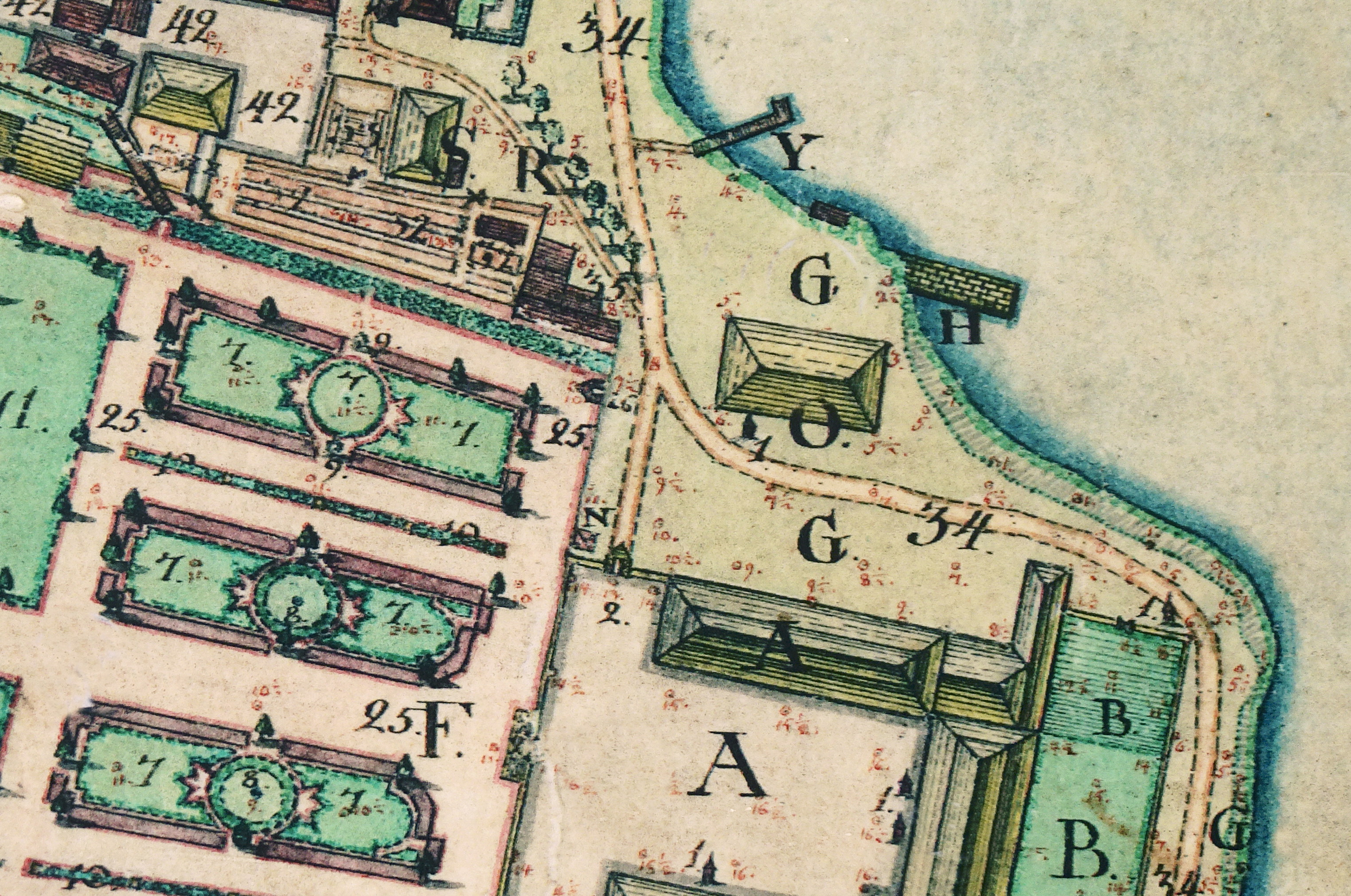
Första köket (litt. O) på en karta från 1770-talet. A är slottets norra flygel.

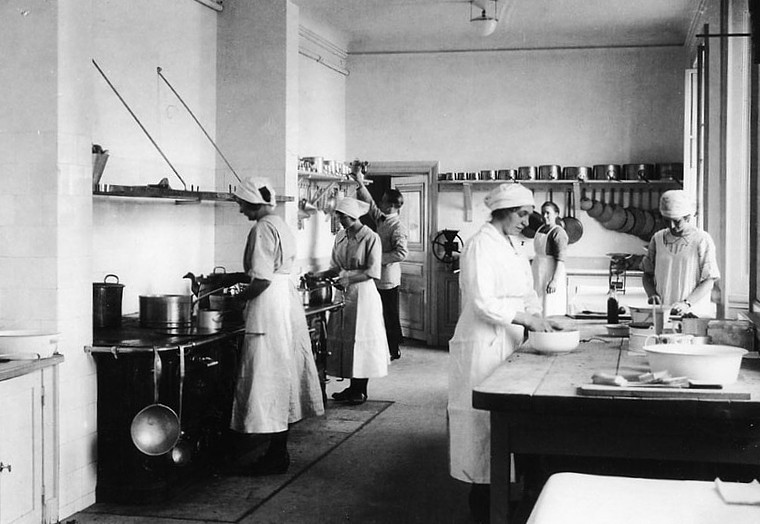
Slottsköket i norra flygeln, 1920-tal.

### Första köket
För brandfarans skull var det vanligt att lägga köket för slott och herresäten i en separat byggnad eller flygel. Ulriksdals slotts första köksbyggnad placerades på slottsudden, ungefär 30 meter norr om norra flygeln. Det var en enplansbyggnad murat i sten under ett högt, valmat sadeltak med fem skorstenar. Hur byggnaden såg ut framgår av en illustration upprättad av Axel Fredrik Cederholm år 1821. 
Köksbyggnaden hörde till en grupp av tjänstebostäder och olika förrådsbyggnader belägna vid Edsviken norr om slottet. Här fanns bland annat bostäderna för slottets åldfru, vaktmästaren, trädgårdsdirektören och byggmästaren samt spannmålsbod, fatburen, saltbod och iskällare. Till anläggningen hörde även den Kongl. Wedgården och det Kongl. Tvätt Huset samt en stenbrygga i Edsviken. 
Under Lovisa Ulrikas och Gustav III:s tid hölls på slottet lysande fester. Till bryggan anlände alla råvaror som inte producerades på slottsområdet. Frukt och grönt odlades i slottets köksträdgård som låg söder om slotten, ungefär öster om dagens Slottskapell. Köksträdgården var indelat i olika kvarter för bland annat fruktträd, jordfrukter och hallonbuskar. På slottsområdet fanns även ett fågelhus varifrån fasaner, påfåglar och pärlhöns kunde levereras. Matlagningen skedde över öppna ved- och koleldade spisar och betjäningen bar in maten till slottet och deras gäster.

### Andra och tredje köket
År 1862 uppfördes en ny köksbyggnad strax väster om den gamla som revs tillsammans med de flesta tjänstebostäderna. Det nya köket ritades av arkitekt Fredrik Wilhelm Scholander och finns fortfarande kvar med bland annat Ulriksdals slottscafé. Det nya köket inreddes med järnspisar vilka var en nymodighet vid tiden. När Ulriksdal elektrifierades 1910 bygges ett nytt kök med moderna elspisar i slottets norra flygel. Av den äldre bebyggelsen kvarstår idag bara vaktmästarens- och byggmästarens boställen. På platsen för den kungliga vedgården uppfördes Ulriksdals maskinhus 1860.